# Bolívar el héroe
Bolívar, el héroe es una película animada colombiana de 2003, animada a mano y con una influencia del anime japonés. Dirigida al público infantil, trata sobre la vida de Simón Bolívar. Se le considera una película de culto, siendo considerada como una de las primeras películas de anime de Latinoamérica.

## Argumento
La película relata la historia del libertador Simón Bolívar por medio de personajes y situaciones de ficción. Por ejemplo, se intentó simplificar el conflicto contra España al crear el personaje "Tiránico", simbolizando la maldad y la opresión española. Su contraparte es "Américo", quien representa la esclavitud y las ansias de libertad del pueblo.

## Producción
Se escogió la estética del anime para atraer mayor audiencia del público infantil. La película tiene una duración de 75 minutos. Fue realizada digitalmente en su totalidad, durante una producción que duró 2 años. Su presupuesto nunca ha sido revelado oficialmente por parte de los productores. No obstante, según Míquel Díaz Ramajo a través de mensajes personales con uno de los productores (Miguel Ángel Vásquez Aguirre), el director de la película, Guillermo del Rincón, se encargó de financiarla, con un monto de 70.000 dólares como presupuesto.
Se estrenó el 25 de diciembre de 2003, durando en taquilla más de 4 semanas.

## Recepción y crítica
Durante un tiempo se negó la existencia de esta película, según porque ''El mito sobre esta película fue hecho para beneficiar la imagen de Colombia'' aunque actualmente se puede encontrar la película entera fácilmente. Además que Guillermo Rincón defendió empedernidamente su película y su estatus de productor en foros de Internet.
La película ha recibido múltiples críticas por su mala calidad general, como la mala implementación del estilo animé, comparando su estilo de dibujo con el de JoJo's Bizarre Adventure.

### Participación en festivales de cine
- II Festival de animación de Maracaibo, Venezuela - febrero 17-22, 2004
- Festival Iberoamericano de Montreal - octubre 16-22, 2004
- Primera muestra de cine colombiano (Y última) en Porto Alegre, Brasil - diciembre 1-8, 2004
- Festival Internacional del Nuevo Cine Hispanoamericano - La Habana, Cuba - diciembre de 2004
- Festival de Cine de animación - Valparaíso, Chile - abril de 2005
- IV Festival Infantil y Juvenil 2005 Quito, Ecuador - agosto de 2005
- VII Festival Internacional de Cine de Cartagena para Niños y Jóvenes Cartagena, Colombia - octubre de 2005
- San Juan CINEMAFEST de Puerto Rico. San Juan, Puerto Rico - octubre de 2005
- Feria del Libro de Guadalajara - Invitado especial Colombia. Guadalajara, México - noviembre de 2007